# Kazimierz Polus
Kazimierz Polus (10. září 1929–15. března 1985) byl polský sériový vrah a pedofil, který zabil dva malé chlapce a dospělého muže.

## Život
Dokončil sedmou třídu základní školy bez jakéhokoli formálního vzdělání. Oženil se v roce 1950, ale jeho žena se s ním v následujícím roce rozvedla.
Poprvé se před soudem objevil v roce 1953 – byl usvědčen z napadení a znásilnění a odsouzen k 10 letům vězení, z nichž si odpykal sedm. V roce 1961 byl usvědčen z obscénních činů a odsouzen k dalším 10 letům, tentokrát do kališské věznice.
Po propuštění se přestěhoval do Štětína, kde pracoval ve Štětínské celulózce a papírně.
27. května 1971 zavraždil osmiletého Krzysztofa Tomczyka, když ho čtyřikrát bodl kuchyňským nožem do hrudníku. Pitva potvrdila, že Krzysztof byl před smrtí znásilněn. 
V roce 1975 se vrátil do Poznaně, kde pracoval ve Vojvodském dopravním podniku (Wojewódzkie Przedsiębiorstwo Komunikacyjne) a poté v Městském dopravním podniku (Miejskie Przedsiębiorstwo Komunikacyjne). V prosinci 1975 spáchal další trestný čin – sexuálním napadením zavraždil sedmnáctiletého chlapce. V prosinci 1982 zavraždil v Plewisce jednadvacetiletého muže.
5. ledna 1983 byl zatčen. Obžaloba byla podána u zemského soudu v Poznani v lednu 1984. Byl obviněn ze tří případů sexuálně motivované vraždy a zpronevěry peněz patřících jedné z obětí. Dne 13. dubna 1984 byl odsouzen k trestu smrti. Pokusil se proti rozsudku odvolat, ale 18. září 1984 Nejvyšší soud ve Varšavě jeho odvolání zamítl. Státní rada mu odmítla udělit milost a 28. února 1985 soud vydal rozhodnutí o stanovení data jeho popravy. Poprava se konala ve vazebním středisku v Poznani 15. března 1985.